# Distrikt San Nicolás (Rodríguez de Mendoza)
Der Distrikt San Nicolás liegt in der Provinz Rodríguez de Mendoza in der Region Amazonas in Nord-Peru. Der Distrikt wurde am 5. Februar 1875 gegründet. Er besitzt eine Fläche von 102 km². Beim Zensus 2017 wurden 6204 Einwohner gezählt. Im Jahr 1993 lag die Einwohnerzahl bei 3952, im Jahr 2007 bei 4837. Sitz der Distrikt- und der Provinzverwaltung ist die 1595 m hoch gelegene Stadt Mendoza (oder San Nicolás) mit 5130 Einwohnern (Stand 2017). Mendoza befindet sich 46 km ostsüdöstlich der Regionshauptstadt Chachapoyas.

## Geographische Lage
Der Distrikt San Nicolás befindet sich im Osten der peruanischen Zentralkordillere zentral in der Provinz Rodríguez de Mendoza. Der Río San Antonio durchquert den Süden des Distrikts in ostsüdöstlicher Richtung. Die nordöstliche Distrikthälfte wird vom Río Huamanpata in ostsüdöstlicher Richtung entwässert. An dessen Flusslauf befindet sich auf einer Höhe von etwa 2100 m die Laguna Huamanpata, ein 324 ha großer natürlicher, periodischer See, der nur während der Regensaison zwischen Februar und September mit Wasser gefüllt ist.
Der Distrikt San Nicolás grenzt im Südwesten an die Distrikte Santa Rosa, Huambo und Longar, im Nordwesten an den Distrikt Mariscal Benavides, im Nordosten an den Distrikt Vista Alegre sowie im Osten an den Distrikt Omia.

## Ortschaften
Neben dem Hauptort gibt es folgende größere Ortschaften im Distrikt:
- Nueva Esperanza (210 Einwohner)